# Tous
Tous es un municipio de la Comunidad Valenciana, España. Perteneciente a la provincia de Valencia, en la comarca de la Ribera Alta, aunque en diversas delimitaciones comarcales se ha incluido a Tous dentro de la comarca de la Canal de Navarrés. Es famoso por su pantano sobre el río Júcar que en 1982 se derrumbó debido a las lluvias torrenciales de más de 600 mm en la cuenca media del río, provocando la mayor riada, con registros, conocida en España, con un caudal de 16 000 m³/s conocida como la Pantanada de Tous. La presa ha sido reconstruida con una mayor capacidad. Cuenta con una población de 1357 habitantes (INE 2024). Se trata de un municipio castellanohablante, en el que el castellano cuenta con el predominio lingüístico reconocido legalmente.

## Geografía
El relieve se halla caracterizado por el valle del río Júcar en el momento en que este va a salir del macizo cretácico del Caroig. El río Júcar corre muy encajado, excavando fuertes gargantas sobre los últimos derrames de la sierra Martés, ya en contacto con la huerta de la Ribera, dando lugar a un conjunto de cerros y lomas de formas tabulares.
Destacan el Alto de los Cuchillos, situado en la zona septentrional. A medida que se avanza hacia la parte meridional, el terreno pierde en altitud, pero no deja de ser quebrado, formando los cerros de la Nieve, de la Luz, Alterones, Castellet, loma de los Cojos y cerro Palmeral. El cauce del Júcar forma escarpes de más de 200 m de altura en la parte norte, pero se ensancha ligeramente hacia el sur, y todavía más en la confluencia con el río Escalona. Además del Escalona, vierten sus aguas al Júcar numerosos barrancos, entre los que destacan los de Sima, Cuevas Blancas, la Olla, Coy de Carabinas, Duende, Aliaga y del Madel.
El clima es de tipo clima mediterráneo. Solo un 5,7 % del terreno es cultivado debido a que este es quebrado. El resto permanece poblado por una vegetación no muy rica en especies arbóreas, o cubierto por las aguas del pantano.
Al norte de la población sale a la superficie el acueducto subterráneo que da origen al canal Júcar-Turia, el cual atraviesa la Ribera Alta y va a terminar en la Huerta Sur de Valencia.
Desde Valencia, se accede a esta localidad a través de la A-7 para enlazar con la CV-541.

### Barrios y pedanías
En el término municipal de Tous se encuentra también el núcleo de población de La Parra, que se encuentra más cerca de Carlet. De hecho, el barranco de la Parra es un afluente del río Seco, al cual se une muy cerca de Carlet.

### Localidades limítrofes
El término municipal de Tous es muy extenso y limita con las siguientes localidades: Alcira, Alberique, Masalavés, La Alcudia, Benimodo, Carlet, Catadau, Dos Aguas, Guadasuar, Millares, Navarrés, Quesa y Sumacárcel, todas ellas de la provincia de Valencia.

## Historia
Los restos de la más antigua ocupación por el hombre de los territorios que hoy forman el término municipal de Tous se encuentran en la Cueva del Primo o del Infierno en la que se han hallado cerámicas propias de la Edad del Bronce, mezcladas con restos humanos; en un nivel superior hay vestigios de la utilización de esta cueva en época de la cultura ibérica. De tiempos de la romanización son las ánforas que aparecieron en la cuesta Renat, los enterramientos de la partida de la Parra que han proporcionado un denario y un as de Antonino Pío; y los Castillos de los Moros y Terrabona, donde igualmente aparecen enterramientos, con huesos humanos, ánforas, ladrillos de pavimentación, cerámica de varios tipos, sillares y restos de muros.
Su origen está en la conquista del rey Jaime I y su nombre proviene de un pueblo que se encuentra en Cataluña llamado Sant Martí de Tous. Su castillo fue el último en someterse tras la derrota de Al-Azraq. Perteneció a Juan Pérez Zapata y a Alfonso de Montagut. En su término quedan todavía ejemplares de “Capra pyrenaica hispanica”. A principios del siglo XX todavía eran famosos sus arrieros, en competencia con los de Antella.
Durante el siglo XIX sufrió varias inundaciones por desbordamiento del río Júcar. Fue trasladado en la segunda mitad del siglo XX a un nuevo emplazamiento fuera del valle del Júcar, dentro de La Ribera, a unos 13 km de distancia, debido a la construcción de la presa de Tous. El pueblo viejo quedó sumergido por las aguas de la presa, por lo que solo se conserva la fachada de la iglesia trasladada a la entrada del nuevo pueblo.

## Demografía
Tous cuenta con una población de 1357 habitantes (INE 2024).
| Gráfica de evolución demográfica de Tous entre 1842 y 2021                                                          |
| |
| Población de derecho según los censos de población del INE Población de hecho según los censos de población del INE |

## Economía
La agricultura constituye su única actividad económica, tras la finalización de las obras de construcción de la presa que cierra el embalse. En secano se encuentran algarrobos, almendros, olivos, cereales y viñedos. En regadío se cultivan naranjos, maíz y hortalizas. La ganadería cuenta con cabezas de lanar y cabrío, y centenares de colmenas. Carece de industria.

## Administración y política
| Periodo   | Nombre                         | Partido       |
| --------- | ------------------------------ | ------------- |
| 1979-1983 | José Domenech Estarlich        | UCD           |
| 1983-1987 | Miguel Estarlich García        | PSPV-PSOE     |
| 1987-1991 | Ramiro A. Briz Galdón          | PSPV-PSOE     |
| 1991-1995 | Ramiro A. Briz Galdón          | PSPV-PSOE     |
| 1995-1999 | Leopoldo Briz Briz             | Independiente |
| 1999-2003 | Cristóbal García Santafilomena | PP            |
| 2003-2007 | Cristóbal García Santafilomena | PP            |
| 2007-2011 | Cristóbal García Santafilomena | PP            |
| 2011-2015 | Cristóbal García Santafilomena | PP            |
| 2015-2019 | Cristóbal García Santafilomena | PP            |
| 2019-2023 | Cristóbal García Santafilomena | PP            |
| 2023-act. | Cristóbal García Santafilomena | PP            |

## Patrimonio
Maqueta a escala del embalse de Tous.
La portalada de la Iglesia del antiguo pueblo de Tous.
Fuente del pueblo antiguo. Año 1909.
Torre de vigilancia de Tous
Castillo de Tous

## Fiestas locales
- Fiestas Patronales. Celebra sus fiestas a finales de septiembre, el día principal es el 29 de septiembre, en honor a su patrón San Miguel.